# Conflict in Darfur

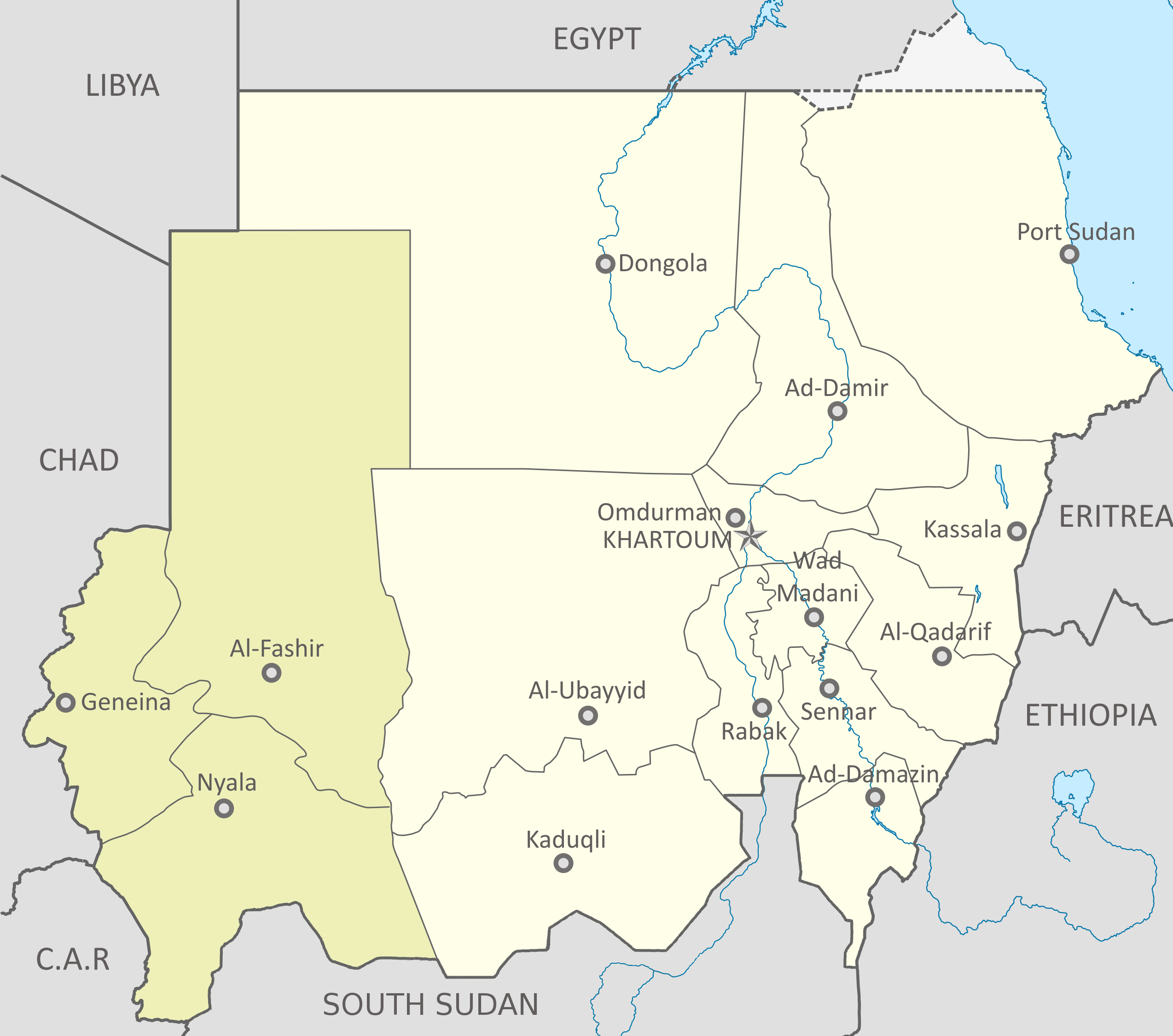
De ligging van Darfur in Soedan

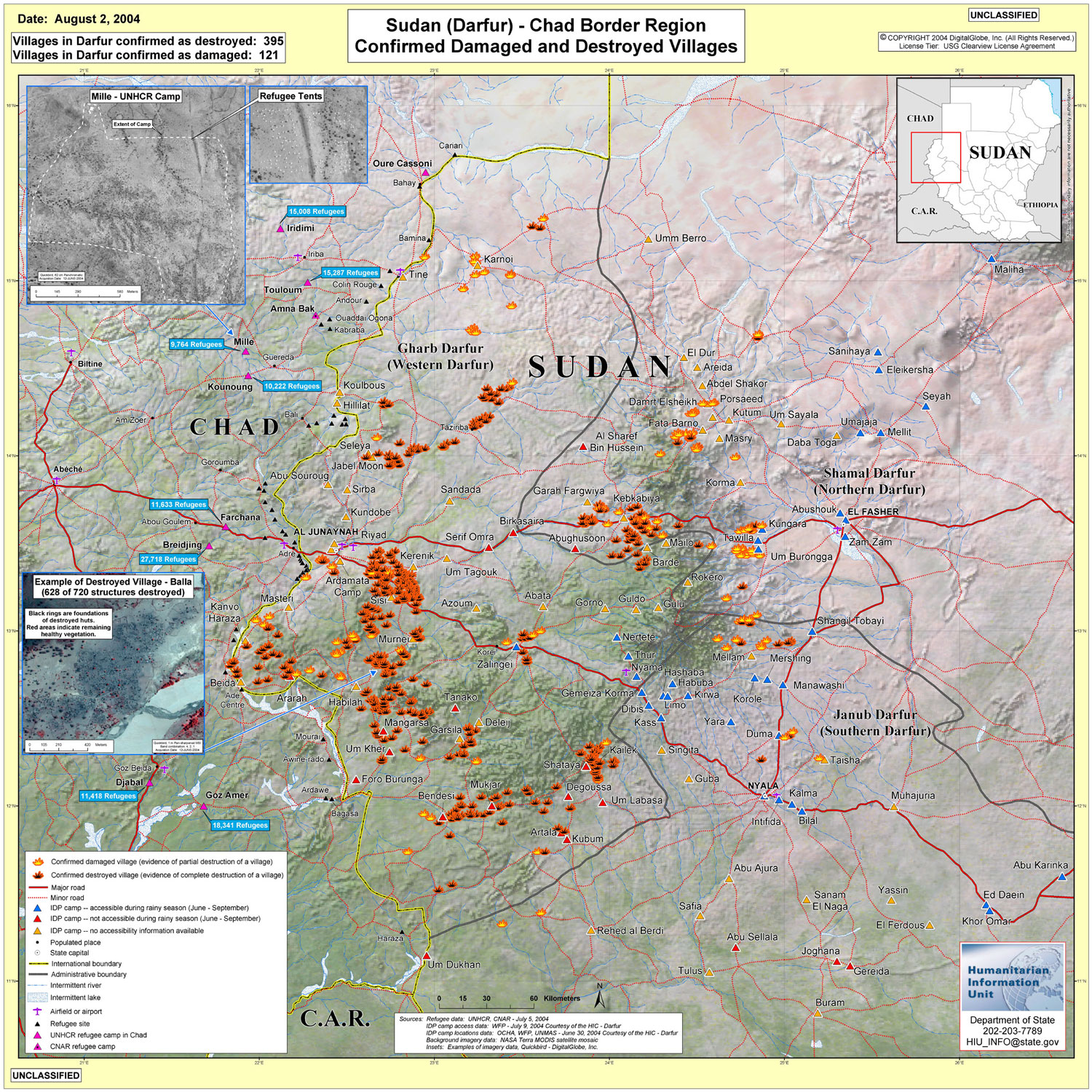
Verwoeste dorpen in augustus 2004

Het conflict in Darfur of de Darfurcrisis is een gewapend conflict in de regio Darfur (of Darfoer) in Soedan. Het wordt uitgevochten door de regering in Khartoem en de Janjaweed, een door de regering bewapende militie van plaatselijke Arabische stammen, aan de ene kant, en rebellengroepen van niet-Arabische bevolkingsgroepen aan de andere kant. Dit heeft geleid tot minstens 300.000 doden en 2 miljoen vluchtelingen. De oorlog begon op 26 februari 2003.

## Achtergrond
Darfur is een regio die door meerdere volken bewoond wordt. Grofweg kan die gescheiden worden door aan de ene kant nomadische Arabische stammen en aan de andere kant van landbouw levende niet-Arabische stammen. Beide groepen zijn islamitisch. 
Tot de 20e eeuw was Darfur een centrum van de slavenhandel. Op dat moment kenmerkte de regio zich door agrarische activiteiten. 
Conflicten over water en grond (beide schaars) zorgden in de laatste tientallen jaren al voor spanningen tussen deze stammen. Perioden van droogte en woestijnvorming sinds de jaren 1980 verergerden dit probleem.
In 1962 brak een burgeroorlog uit tussen de regering van Soedan en het niet-islamitische zuiden. Deze oorlog, met een onderbreking van 1972 tot 1983, eindigde met een staakt-het-vuren in 2002. Een vredesmissie van de Verenigde Naties (eerst UNAMIS en later UNMIS) moest toezien op de implementatie van het vredesakkoord. UNMIS heeft echter nooit bevoegdheden in het gebied van Darfur gehad. In navolging van het akkoord zijn er overeenkomsten gesloten over grondstoffen; in 2003 werd afgesproken hoe de inkomsten van aardolie-exploitatie verdeeld werden tussen het zuiden en de centrale regering.
De overeenkomst was niet naar tevredenheid van activisten in de Darfurregio. Twee rebellerende organisaties, de Beweging voor Rechtvaardigheid en Gelijkheid (JEM) en het Soedanese Bevrijdingsleger (SLA), beschuldigden de regering ervan de Arabische bevolking te bevoorrechten ten koste van de Afrikaanse bevolking. Dit gevoel van achterstelling leefde al heel lang onder de bevolking van Darfur, en werd hierdoor versterkt.

## Verloop

### 2003-2009
In 2003 brak er opnieuw een burgeroorlog uit, toen het regeringsleger en hun installaties aangevallen werden door de JEM en het SLA. Als antwoord hierop werd een campagne gestart waarbij de Janjaweed gesteund werd door bombardementen vanuit de lucht. De beter bewapende Janjaweed behaalde de overhand en er volgde een periode van etnische zuiveringen.
Een rapporteur van de Verenigde Naties meldde dat de 23 Fur-dorpen in het district Shattaya ontvolkt waren. De huizen waren geplunderd en platgebrand. De dorpen met een Arabische bevolking waren onbeschadigd. De afstand tussen de dorpen was soms niet meer dan 500 meter.
Beide partijen werden beschuldigd van ernstige schendingen van de mensenrechten, inclusief massamoord, plundering en verkrachting. Nu de Janjaweed de militaire overhand had, werden duizenden mensen gedood en meer dan een miljoen mensen, meest Afrikanen, vluchtten naar Tsjaad, achtervolgd door de Janjaweed. Het leger van Tsjaad raakte bij herhaling slaags met de Janjaweed. In mei 2006 werd een vredesakkoord gesloten tussen de regering en de meeste rebellengroepen. De rebellen werden opgenomen in het Soedanese leger en de Janjaweed ontbonden.
2004
Jan Pronk werd op 18 juni 2004 aangesteld als speciaal gezant van de secretaris-generaal van de Verenigde Naties.
Op 23 juli 2004 nam het Amerikaanse Congres een resolutie aan die het conflict bestempelt als volkerenmoord (genocide). Het vroeg om een resolutie van de VN-Veiligheidsraad voor sancties tegen het land. Onder internationaal recht, geldt dan een verplichting dat ingegrepen moet worden. De VN, de Afrikaanse Unie en ook de Amerikaanse regering noemen het conflict echter nog geen genocide.
Op 26 juli dreigde de Europese Raad van Ministers eveneens met sancties en vroeg eveneens om actie van de Veiligheidsraad.
Op 30 juli nam de VN-Veiligheidsraad resolutie 1556 aan, die de regering van Soedan verplichtte de Janjaweed te ontwapenen en te veroordelen binnen 30 dagen.
Op 15 augustus arriveerden er 150 soldaten uit Rwanda namens de Afrikaanse Unie. Ze werden later gevolgd door 150 soldaten uit Nigeria.
Op 9 september verklaarde Colin Powell, de Amerikaanse minister van Buitenlandse Zaken, dat de Verenigde Staten dit conflict een volkerenmoord noemden. Mogelijk zou er nu een harde VN-resolutie worden aangenomen die tot militaire interventie zou leiden.
Op 13 september dreigde de Europese Raad van Ministers opnieuw met sancties, maar weigerde van volkerenmoord te spreken. De EU wil stappen van de VN-Veiligheidsraad afwachten.
Nadat op 17 september de vredesonderhandelingen tussen regering en rebellen onder leiding van de Afrikaanse Unie mislukten, nam de Veiligheidsraad op 18 september een resolutie aan waarin eveneens gedreigd werd met sancties. Elf landen stemden voor, de permanente leden China en Rusland en de tijdelijke leden Pakistan en Algerije onthielden zich van stemming.
Begin oktober verklaarde Jan Pronk voor de Veiligheidsraad dat de regering zich niet houdt aan de door de VN opgelegde eisen. Zowel de rebellen als de regeringstroepen schonden het bestand. De Soedanese overheid accepteerde de komst van meer vredestroepen van de AU.
Op 8 oktober benoemde Kofi Annan een commissie onder leiding van de Italiaanse rechtenprofessor Antonio Cassese om uit te zoeken of er inderdaad genocide heeft plaatsgevonden.
Na een overleg in Libië verklaarden Soedan, Tsjaad, Egypte, Nigeria en Libië op 18 oktober het probleem als een Afrikaans probleem te zien en keerden zich daarmee tegen inmenging door andere landen. Van de negen buurlanden van Soedan stemden dus alleen de landen Tsjaad, Egypte en Libië voor deze verklaring, zodat hiermee niet duidelijk is hoe de zes andere buurlanden over een eventueel ingrijpen van de VN zouden denken.
Op 19 oktober waarschuwde het Rode Kruis dat door de droogte, de onbegaanbaarheid van het terrein en de door angst nauwelijks geteelde landbouwproducten, de ernstigste humanitaire crisis in decennia uit kon breken in de komende maanden.
Op 25 november staakte de VN zijn voedselhulpprogramma vanwege het opgelaaide geweld.
2005
Op 31 maart 2005 nam de Veiligheidsraad resolutie 1593 aan, waarin werd besloten ernstige schendingen van de rechten van de mens in Darfur naar het Internationaal Strafhof in Den Haag te verwijzen.
Op 6 juni begon het Internationale Strafhof een onderzoek naar het conflict om te onderzoeken of en hoe daders gestraft kunnen worden.
Op 9 juni besloot de NAVO om in samenwerking met de Europese Unie en op verzoek van de Afrikaanse Unie eenheden naar het gebied te sturen, voornamelijk voor bevoorradingstaken.
2006
Op 5 mei werd het Darfur-vredesakkoord ondertekend door de Sudanese regering en een deel van de rebellen.
2007
Vanaf 11 april brachten het Holocaust Memorial Museum in Washington D.C. en de zoekmachine Google samen de oorlog in Darfur meer onder de aandacht door met icoontjes op satellietbeelden verwoeste dorpen weer te geven als vlammen, vluchtelingenkampen als tenten, en daaraan de naam van het dorp en gegevens over de schade te koppelen.
Op 2 mei vaardigde het Internationaal Strafhof in Den Haag arrestatiebevelen uit voor verdachten in het Darfur-drama. Het hof was op jacht naar de Soedanese staatssecretaris Ahmed Haroun, en een leider van de Janjaweed-militie, Ali Kushayb. Ze werden verantwoordelijk gehouden voor oorlogsmisdaden en misdaden tegen de menselijkheid zoals moord, marteling en massaverkrachting. Soedan liet weten de twee verdachten niet te zullen uitleveren. Het land erkende het Internationaal Strafhof niet.
In de eerste helft van 2007 bereidde de VN een grootschalige vredesmissie voor die zowel militairen van de VN als van de AU omvatte.
Eind augustus 2007 waren in Tsjaad naar schatting zo'n 180.000 vluchtelingen in kampen opgenomen.
Op 31 december 2007 werd de vredesmissie UNAMID (United Nations African Mission in Darfur) in het gebied gestationeerd om toe te zien op het vredesakkoord. Dit was een gezamenlijke missie van de Afrikaanse Unie en de Verenigde Naties. In praktijk functioneerde dit echter niet, mede omdat bepaalde groeperingen niet betrokken waren bij de onderhandelingen en niet hadden getekend en de troepenmacht van UNAMID een te zwak mandaat en te weinig middelen had om de wapenstilstand te bewaken en de bevolking te beschermen.
2008
Soedan zelf bestreed nog steeds dat er sprake zou zijn van genocide. In april 2008 maakten de Verenigde Naties bij monde van John Holmes - VN-ondersecretaris-generaal voor Humanitaire Zaken - bekend dat de VN uitgaat van 300.000 doden in de vijf jaar dat het conflict duurt. Soedans VN-ambassadeur Abdalmahmoud Abdalhaleem noemde het getal sterk overdreven. Soedan noemde zelf een aantal van 10.000 doden in vijf jaar. Er zijn nog steeds miljoenen mensen op de vlucht, vele vluchtelingen verblijven in kampen.
In 2008 bedroeg het aantal militairen dat deelnam aan de vredesmacht 9.000 - vooral van de Afrikaanse Unie. Ook de VN stuurt weer militairen, in 2009 moest de vredesmacht van AU en VN 26.000 militairen tellen. Rodolphe Adada is het hoofd van de missie.
Medio 2008 werd bekend dat aanklagers van het Internationaal Strafhof in Den Haag (ICC) van plan waren de Sudanese president Omar al-Bashir te vervolgen wegens genocide en misdaden tegen de menselijkheid in Darfur. Het ICC richt zich op de top binnen Soedan. Soedan erkende het ICC niet en maakt zich daarom niet druk om de aantijgingen. Een woordvoerder van de Soedanese regering noemde de aanklager van het ICC 'een terrorist'. Naar aanleiding van de aanklacht door het ICC vroeg Soedan hulp aan de Arabische Liga.
In juli 2008 trof een journalist van de BBC in Darfur door China geleverde wapens aan. De BBC berichtte hierover op 12 juli 2008. Het leveren van wapens was in strijd met het tegen Soedan geldende wapenembargo van de Verenigde Naties: VN-landen moeten zorgen dat hun wapens niet in handen van Soedan vallen. De BBC signaleerde twee trucks - eigendom van de Soedanese regering - vol met Chinese wapens. De trucks, die inmiddels gestolen zijn door rebellen, maakten deel uit van een konvooi van 212 legerwagens. Dit konvooi was al eerder Soedan binnengesmokkeld vanuit China. Volgens de BBC leverde China ook gevechtsvliegtuigen aan de Soedanese regering. China wilde niet reageren, maar ontkende niet. China was al eerder onder meer door de mensenrechtenorganisatie Amnesty International beschuldigd van het leveren van wapens aan Soedan.
Op 12 november kondigde president Al-Bashir een nieuwe wapenstilstand aan. Deze wapenstilstand wordt echter tot op heden niet nageleefd.

### 2010-2019
Een nieuw vredesakkoord volgde in 2011. In een interview tegenover de Britse krant The Guardian in april 2011 gaf Omar al-Bashir, toen hem werd gevraagd naar zijn betrokkenheid bij het Darfurconflict, toe verantwoordelijk te zijn 'voor alles wat er in het land gebeurt', maar hij zei dat het conflict werd verdraaid en overdreven in de westerse media. 'Het is als regering onze plicht om tegen opstandelingen te vechten. Maar we vechten niet tegen het volk van Darfur,' zei Bashir.
In mei 2011 werd, na tweeënhalf jaar onderhandelen, het Doha-document voor vrede in Darfur ondertekend door de belangrijkste betrokkenen in het conflict in Darfur en internationale partijen waaronder de Afrikaanse Unie en de Arabische Liga. Op 14 juli tekenden de Soedanese overheid en de Bevrijdings- en Rechtvaardigheidsbeweging vervolgens een protocolakkoord waarin ze zich verbonden aan de uitvoering van het document. De UNAMID-vredesmissie in de regio verleende technische expertise aan dit proces en drong er bij andere groeperingen op aan het document te ondertekenen. Het vredesdocument behandelt onder meer de deling van energie en welvaart, mensenrechten, gerechtigheid en verzoening, compensatie en terugkeer van vluchtelingen en dialoog. Soedan stelde, zoals afgesproken, een regionale autoriteit aan in Darfur en benoemde iemand uit deze regio tot vicepresident van het land.
Vanaf begin 2012 laaiden de schermutselingen op, en nam het aantal interne vluchtelingen weer toe. In 2013 werden de Janjaweed-milities omgevormd tot de Rapid Support Forces, die later in botsing kwamen met het regeringsleger. 
Een VN-rapport uit 2015 stelde dat begin 2014 meer dan 3.000 dorpen in Darfur waren verwoest tijdens gerichte aanvallen op burgers, zeer waarschijnlijk vanwege hun werkelijke of vermeende banden met gewapende oppositiegroepen en dat "dergelijke aanvallen straffeloos werden uitgevoerd, meestal door regeringsgebonden strijdkrachten". In september 2016 voerde de Soedanese regering naar verluidt aanvallen met chemische wapens uit op de burgerbevolking in Darfur, waarbij ten minste 250 mensen omkwamen; de meeste slachtoffers waren kinderen. Er wordt aangenomen dat de munitie mosterdgas of andere blaarmiddelen bevatte.
In december 2018 braken massale straatprotesten uit in het land, gevolgd door een maandenlange periode van burgerlijke ongehoorzaamheid. Op 11 april 2019 werd president Omar al-Bashir in een militaire staatsgreep afgezet, na dertig jaar aan de macht te zijn geweest. Op 3 juni werd een bloedbad aangericht in Khartoem onder leiding van de Militaire Overgangsraad (TMC) die al-Bashir verving, en in juli en augustus 2019 ondertekenden de TMC en de alliantie Forces of Freedom and Change (FFC) een politiek akkoord en een ontwerp van grondwettelijke verklaring waarin een geplande fase van 39 maanden van overgangsinstellingen van de staat en procedures om Soedan terug te brengen naar een burgerdemocratie wettelijk werden vastgelegd.

### 2020-heden
Op 9 juni 2020 werd Janjaweed militieleider Ali Kushayb gearresteerd in de Centraal-Afrikaanse Republiek, dertien jaar nadat hij door het Internationaal Strafhof was beschuldigd van 51 misdaden tegen de menselijkheid en oorlogsmisdaden. Tegen de achtergrond van voortdurend etnisch geweld, werden in 2020 enkele akkoorden gesloten, die echter geen blijvende vrede brachten.
Eind 2020 werd UNAMID opgeheven.
Tegen 2024 was de situatie in sommige regio’s dermate verslechterd dat - voor het eerst in 7 jaar tijd wereldwijd - een officiële hongersnood werd vastgesteld, meer bepaald in het vluchtelingenkamp Zamzam, nabij Al-Fashir, de hoofdstad van Noord-Darfur.

## Afbeeldingen

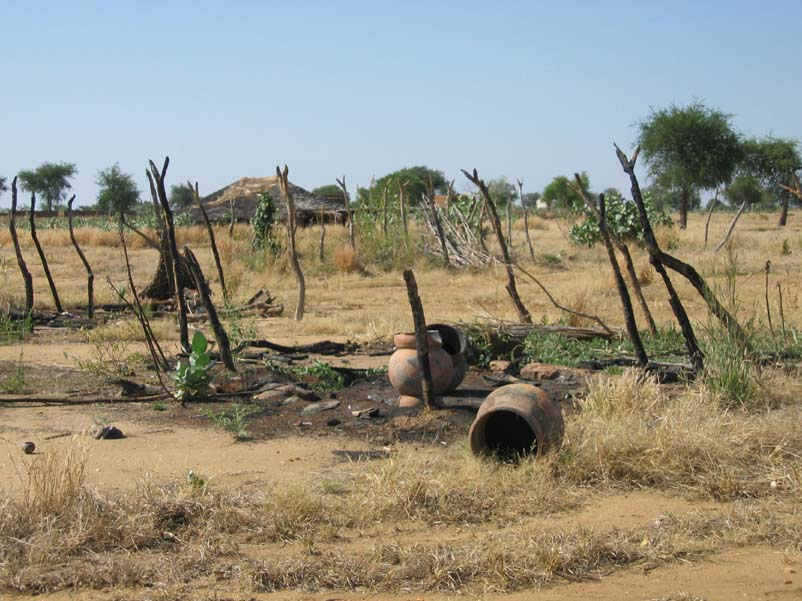
Vernietigd dorp
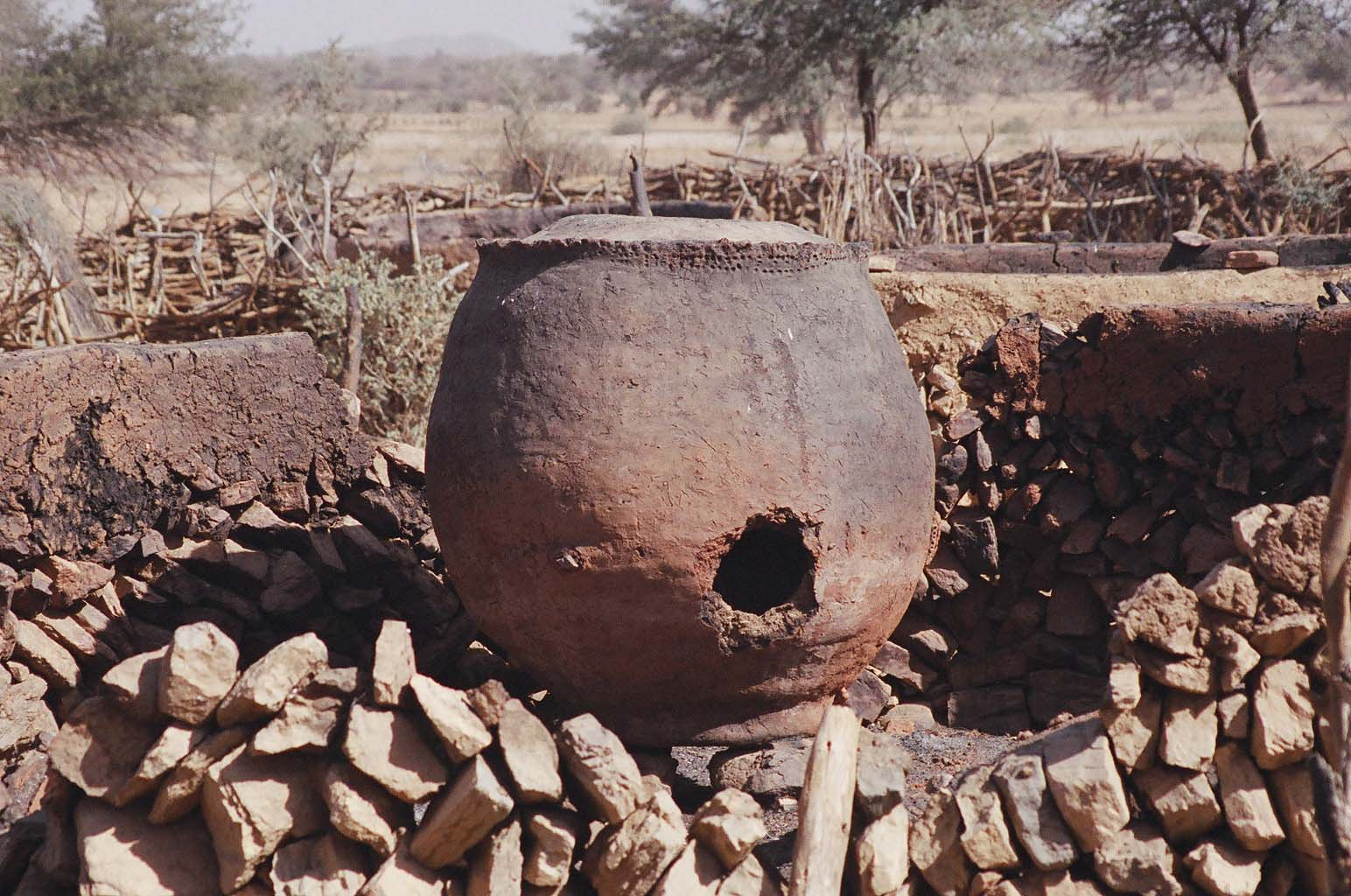
Verwoeste voorraadkruik
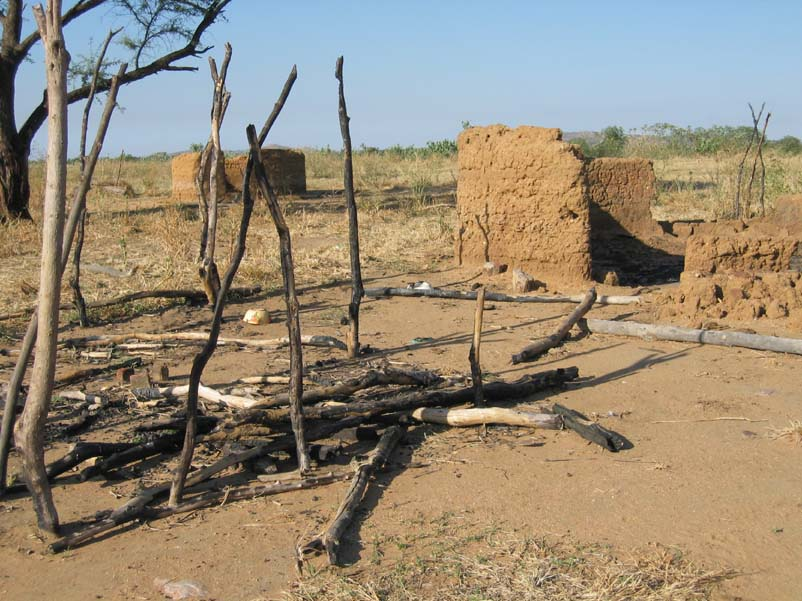
Vernietigd dorp
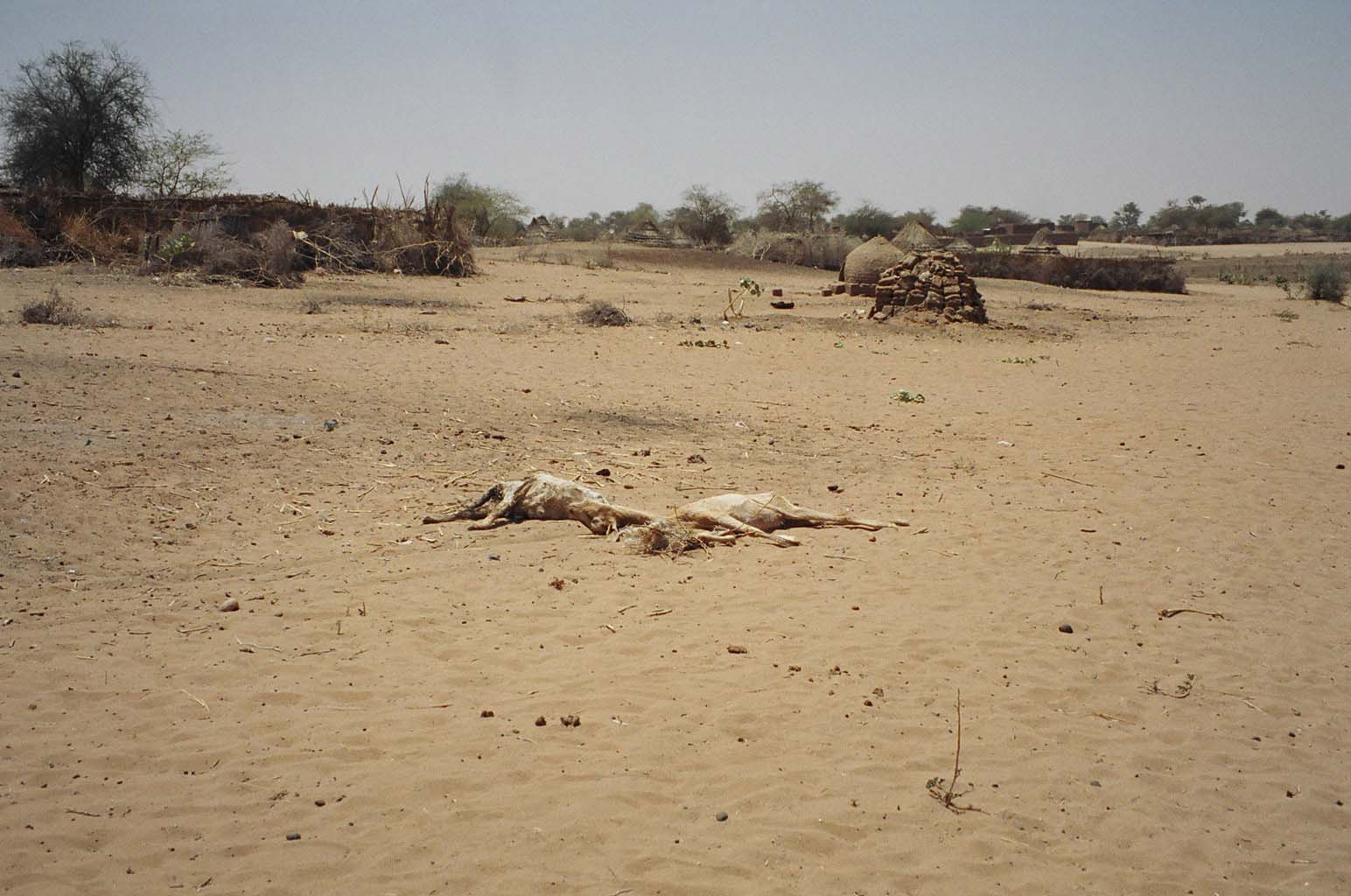
Resten van het dorp Tawilla na een aanval van de Jingaweit-rebellen
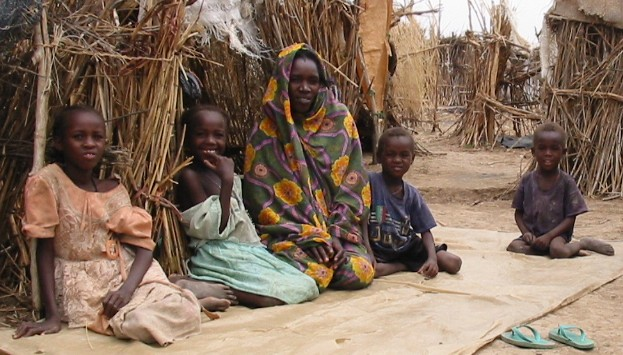
Vluchtelingen
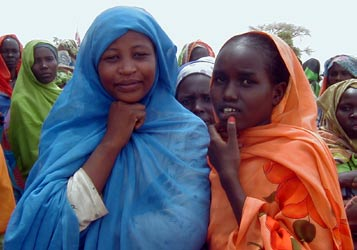
Soedanese vrouwen op de vlucht
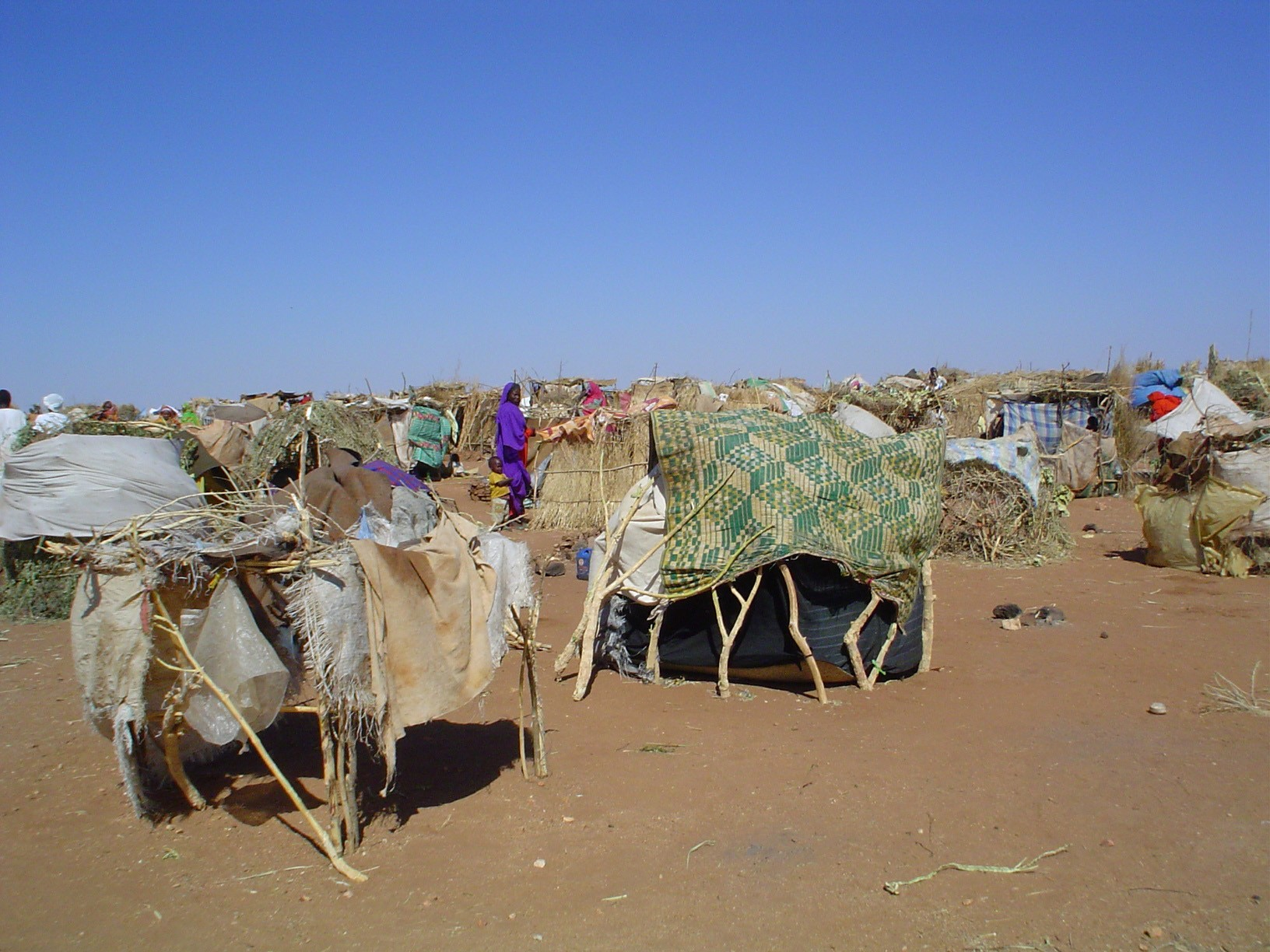
Vluchtelingenkamp in Soedan
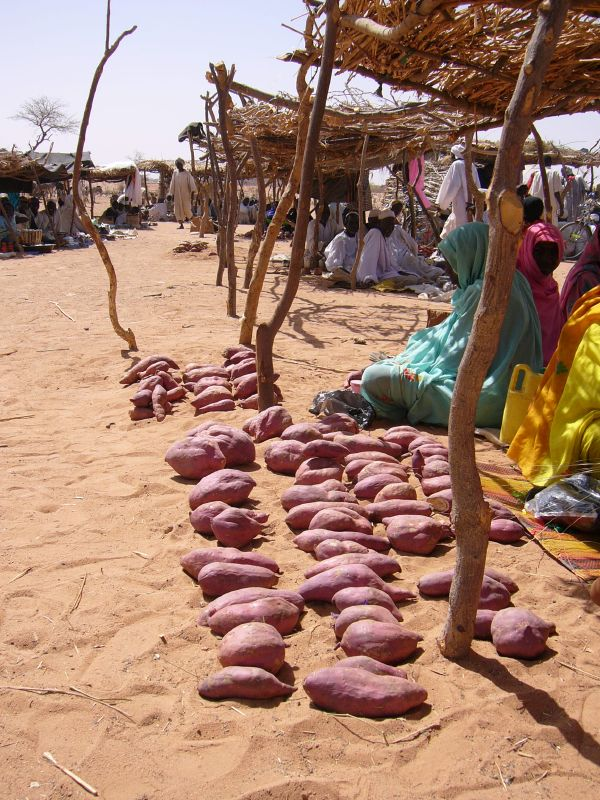
Vluchtelingenkamp in Tsjaad
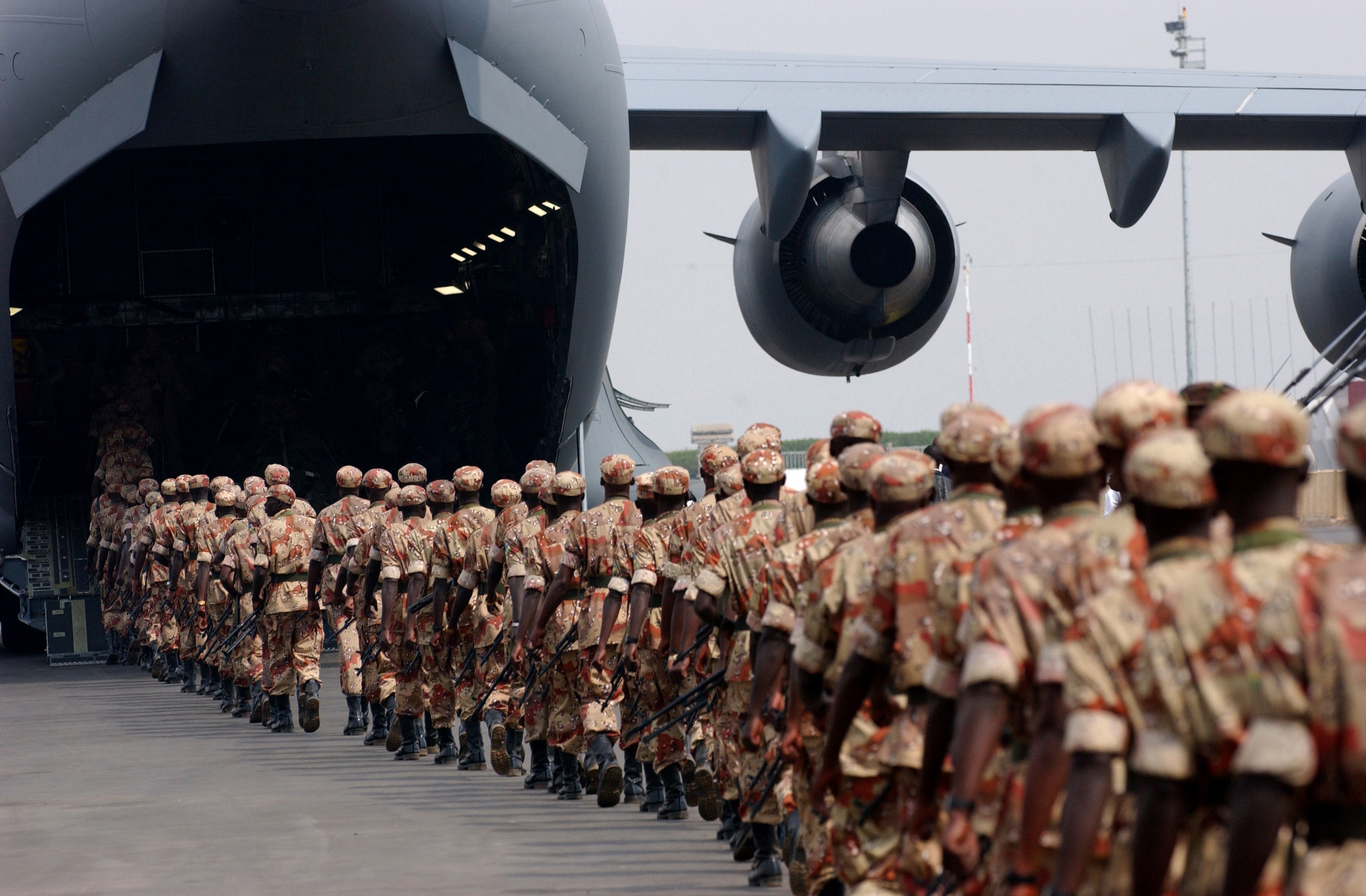
Soldaten van de Afrikaanse Unie op weg naar Darfur
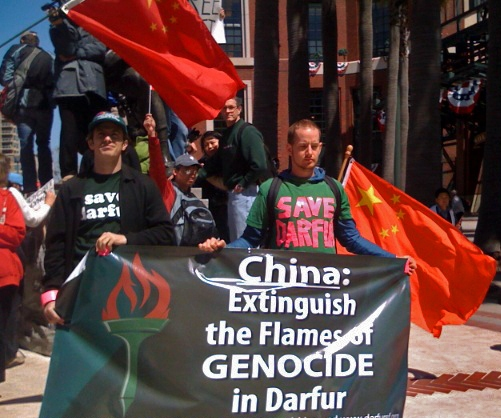
Protest tegen de Chinese rol in het conflict